# Larinioides
Larinioides Caporiacco, 1934 è un genere appartenente alla famiglia Araneidae.

## Distribuzione
Le sei specie oggi note di questo genere sono state rinvenute in molte località dell'intera regione olartica.

## Tassonomia
Dal 2012 non sono stati esaminati nuovi esemplari di questo genere.
A dicembre 2013, si compone di sei specie ed una sottospecie:
- Larinioides chabarovi (Bakhvalov, 1981) - Russia
- Larinioides cornutus (Clerck, 1757) - regione olartica
- Larinioides ixobolus (Thorell, 1873) - regione paleartica
- Larinioides patagiatus (Clerck, 1757) - regione olartica
Larinioides patagiatus islandicola (Strand, 1906) - Islanda
- Larinioides sclopetarius (Clerck, 1757) - regione olartica
- Larinioides suspicax (O. P.-Cambridge, 1876)[2] - dall'Europa all'Asia centrale

### Specie trasferite
- Larinioides subinermis Caporiacco, 1940; trasferita al genere Singafrotypa Benoit, 1962[1].